# حراما
حراما قرية سورية تتبع محافظة اللاذقية، وهي أحد الأجزاء الرئيسية لقرية بيت ياشوط وتقع على خط العرض 35.31 وخط الطول 36.12.

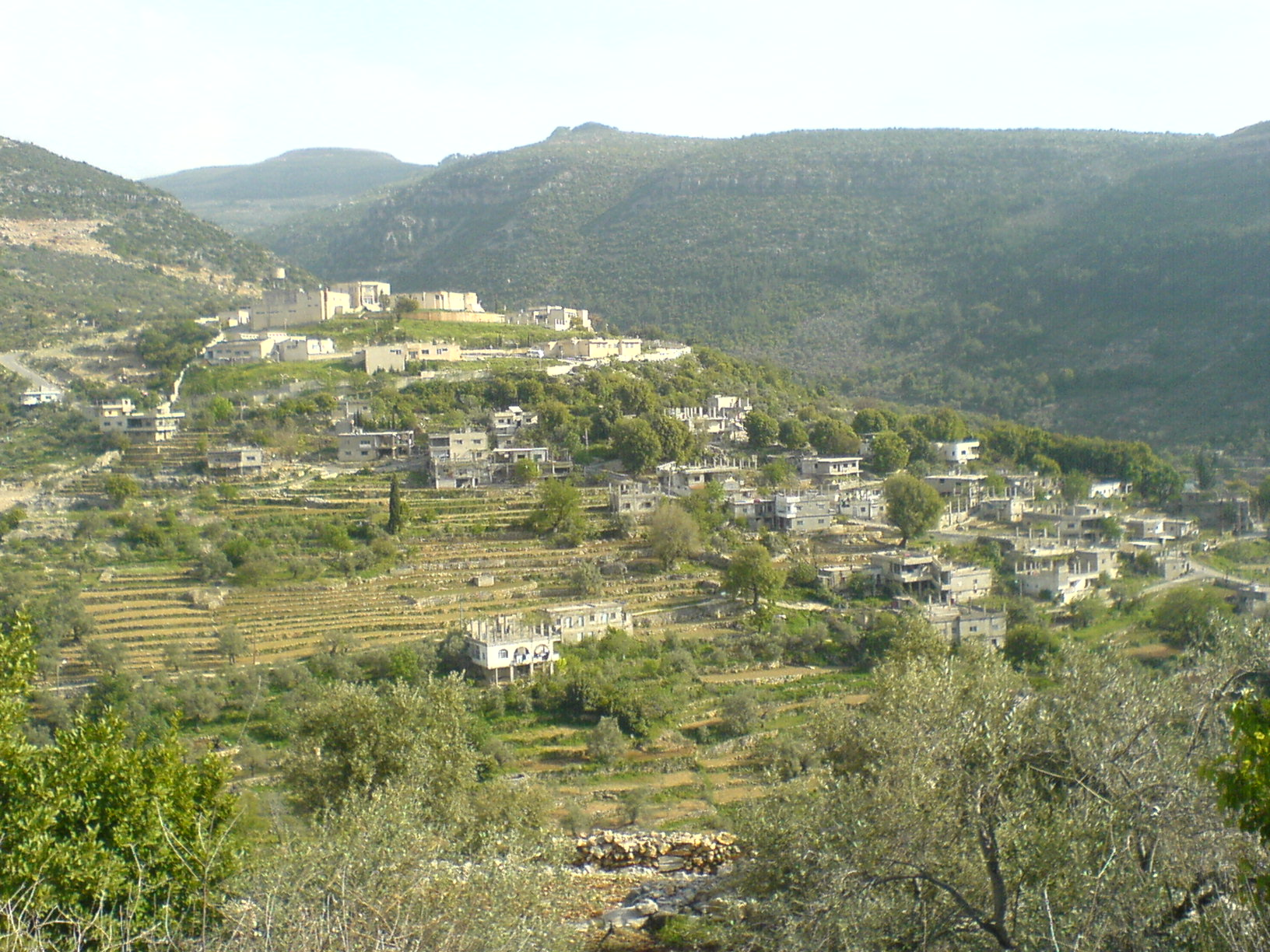
منظر لحراما في الربيع من قرب مبنى البلدية

حراما القديمة والشيخ سلمان وتبدو بقايا القرية القديمة (في يمين وأسفل الصورة) وجميع حجارة المدرجات هي بالأساس حجازة البيوت القديمة، الصورة نادرة وهي من عام 1980

## الموقع والاسم
تقع في جبال اللاذقية وهي تابعة لبلدة بيت ياشوط. يعتقد أنها سميت بهذا الاسم أخذاً من الأرض الحرم، ولكن وجود حرف الألف في نهاية الكلمة يؤكد ان الكلمة ذات أصل أرامي.

## الزراعة والحياة النباتية

أكثر ما تتميز به هذه القرية هو أراضيها الزراعية المزروعة بالدخان أو التبغ وهذا ربما جعل الكثيرين يسمونها مزرعة حراما، كما تتميز بأشجار السنديان العملاقة وهو ما تتفرد هذه القرية . يزرع في هذه القرية أيضاً أشجار الزيتون الذي يستخرج منه زيت الخريج، ويعتبر من أهم المحاصيل، كما تزرع بعض أشجار التفاح والبرتقال والليمون.
يمر في القرية مسيل مائي شتوي يسمى النهر ويقسمها إلى قسمين حراما الشرقية وحراما الغربية (بيت موسي).

## عين حراما
ما يميز هذه القرية أيضاً وجود نبع ماء على اسمها يسمى عين حراما وهو من أقوى ينابيع بيت ياشوط. وهو إلى الآن يفي باحتياجات القرية الزراعية والمنزلية، ويعاني هذا النبع من حالات إهمال شديدة، إذ لم يحم من التلوث بمياه الصرف الصحي، قد يعود هذا الأمر إلى الجهل بقيمة الماء في جبال تعاني من فقر شديد بمياهها الجوفية.

## حراما تاريخيا

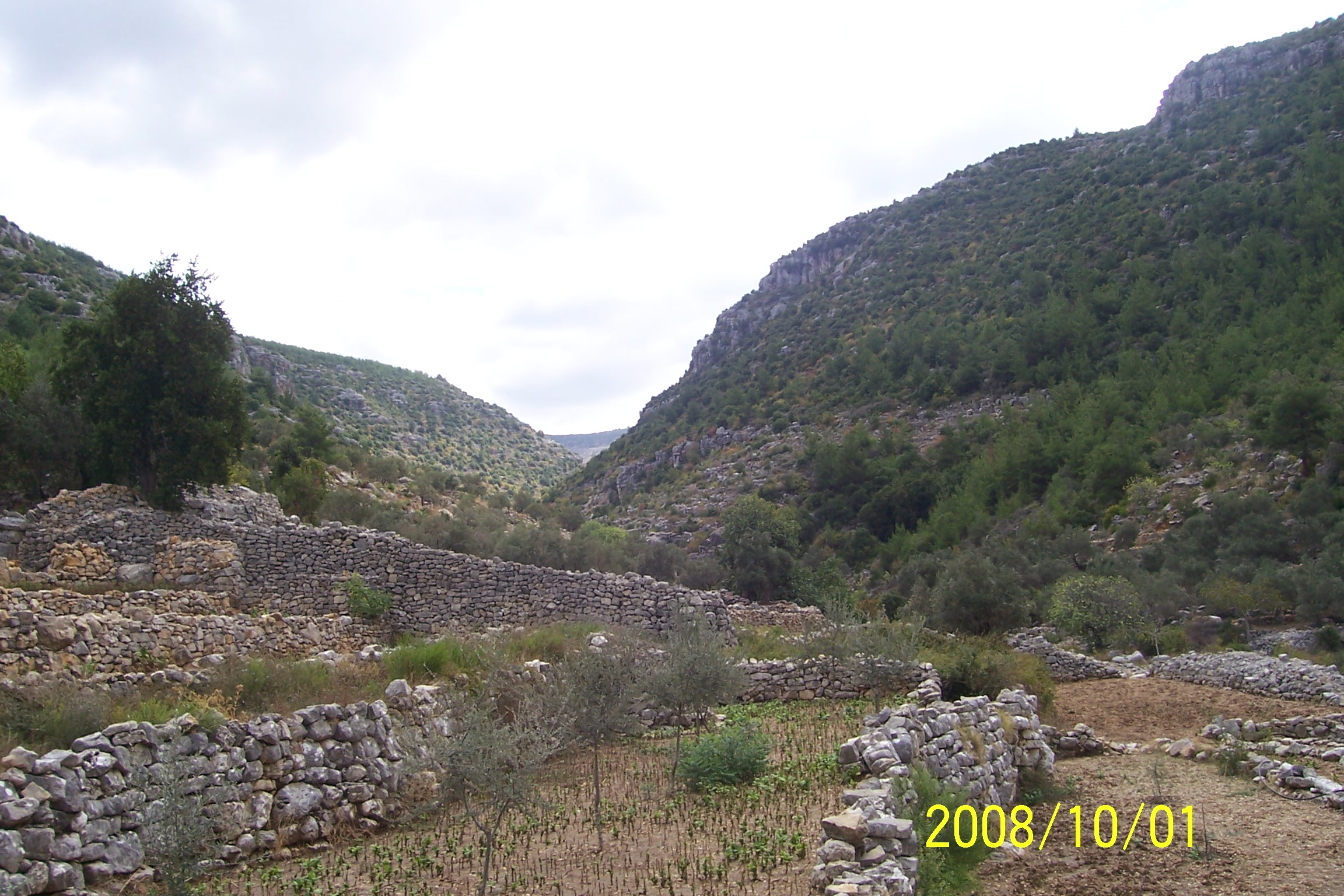
بقايا حراما القديمة وقد تحولت إلى أراض زراعية

تقوم حراما بالأساس على نفس الاسم لحراما القديمة، وهي قرية مندثرة تقع إلى الجنوب من حراما الحالية، وقد تحولت حراما القديمة إلى أراضٍ زراعية تسمى حراما أيضاً. وحراما القديمة ما زالت جدران بيوتها قائمة حتى الآن ويدل الأسلوب العمراني على أنها كانت ذات مجد سابق بتموقعها قرب نبع ماء ويتبع لها برج قريب يقع في أعلى حراما الجديدة وقد أزيلت معالمه أواخر الثمانينيات.
جميع من يسكن حراما حاليا لم يكن من سكانها الأصليين وجميع الأسر تعرف من أين جاءت بالضبط، وكان ذلك في أواخر القرن التاسع عشر، لا تـُعرف جميع الظروف التي دفقت الأسر الحالية على الاجتماع في هذا المكان ولكن على الأغلب فإن هذا المكان الذي كان مسكونا من قبل جماعات لا يعرف عنها أي شيء وهجرته وكان مملوكاً لأشخاص من قرية بيت ياشوط التي تعتبر حراما الحالية جزءا منها وقد اشترى السكان الحاليون غالبية هذه الأراضي ، يشجعهم في ذلك وجود نبع الماء الشهير. بعض الأسر جاءت من منطقة تقع في شمال شرق بيت ياشوط الحالية وتسمى الحولي وبقيت أراضيهم هناك حتى ما بعد الحرب العالمية الثانية وخروج الفرنسيين من سوريا. بعض الأسر الأخرى جاءت من منطقة في شمال اللاذقية وأسر أخرى جاءت من قرية درميني.